# Миноносцы типа 82F
Миноносцы типа 82F — миноносцы флота Австро-Венгрии. Принадлежали ко второй серии т. н. миноносцев 250-тонного типа. Всего было построено 16 кораблей, прослуживших также под флагам других стран до конца 2-й мировой войны.

## История проектирования
Согласно решению Технического Комитета Австро-Венгерского флота от марта 1910 года заложили вторую серию миноносцев. Их строили на верфях венгерской части империи в Порто-Ре (Кральевица) и Фиуме (Риека) и они были аналогами миноносцев типа Tb 74T, построенных в австрийской части империи. Эта серия 250-тонных миноносцев с паровыми турбинами должна была заменить устаревшие миноносцы с паровыми машинами, которым было сложно взаимодействовать с современными кораблями флота. В отличие от первой серии на миноносцах устанавливали турбины AEG-Curtiss и корабли имели две дымовые трубы.
Согласно заказу первые четыре миноносца заложили в феврале 1913 года на верфи Danubius, но после протеста венгерского министерства торговли заказ с верфи передали на верфь флота в Пуле, увеличив заказ до 16 миноносцев при условии уменьшения стоимости на 10 процентов. Во флоте им присвоили короткие наименования SM Tb (Seiner Majestät Torpedoboot — миноносец Его Императорского Величества), номера от 82 до 97 и букву F по месту постройки (21 мая 1917 года буквы убрали из обозначения).

## Описание конструкции
Миноносцы имели на баке и корме по одной 66-мм пушке L/30, и 1 зенитный пулемет Schwarzlose калибра 8-мм. Перед боевой рубкой был размещен передний двухтрубный 450-мм торпедный аппарат, а ещё один размещался позади задней мачты. Руль лодки выступал за корму, а две паровые турбины приводили в движение два винта. Запас топлива в 20,2 тонн угля и 31 тонну мазута был больше чем на миноносцах типа Tb 74T, что увеличивало дальность плавания. Номинальная мощность турбин составляла 5000 л. с., а максимальная доходила до 6000 л. с. Во время испытаний Tb 93F развил мощность в 6450 л. с. и скорость в 29,7 узлов, превысив запланированные показатели. Из-за изношенности механизмов скорость миноносцев упала с 28-29 узлов во время Первой мировой войны до 20 узлов в конце 1930-х годов.

## Строительство
| Название  | дата закладки        | спуск на воду         | вступил в строй       | судьба |
| --------- | -------------------- | --------------------- | --------------------- | --- |
| SM Tb 82F | 30 октября 1913 года | 11 августа 1914 года  | 16 августа 1916 года  | передан Румынии под названием «Naluca», потоплен 22 августа 1944 года                                                                                                 |
| SM Tb 83F | 17 ноября 1913 года  | 7 ноября 1914 года    | 7 августа 1915 года   | передан Румынии под названием «Smeul», исключен в 1960 году |
| SM Tb 84F | 27 ноября 1913 года  | 21 ноября 1914 года   | 2 ноября 1916 года    | передан Румынии под названием «Fulgerul», затонул 8 февраля 1922 года                                                                                                 |
| SM Tb 85F | 7 января 1914 года   | 5 декабря 1914 года   | 19 декабря 1915 года  | передан Португалии под названием «Zezere», затонул 29 декабря 1921 года                                                                                               |
| SM Tb 86F | 26 января 1914 года  | 19 декабря 1914 года  | 23 мая 1916 года      | передан Португалии под названием «Ave», исключен в 1940 году |
| SM Tb 87F | 5 марта 1914 года    | 20 марта 1915 года    | 25 октября 1915 года  | передан Югославии под названием T-5, захвачен Италией, передан Югославии под названием «Cer», сломан в 1963 году                                                      |
| SM Tb 88F | 7 марта 1914 года    | 24 апреля 1915 года   | 30 ноября 1915 года   | передан Португалии под названием «Cavado», затонул 29 декабря 1921 года                                                                                               |
| SM Tb 89F | 13 мая 1915 года     | 12 мая 1915 года      | 1 марта 1916 года     | передан Португалии под названием «Sado», исключен в 1940 году |
| SM Tb 90F | 9 сентября 1914 года | 28 мая 1915 года      | 8 июня 1916 года      | передан Португалии под названием «Liz», исключен в 1934 году |
| SM Tb 91F | 24 ноября 1914 года  | 21 июня 1915 года     | 11 июля 1916 года     | передан Португалии под названием «Mondego», исключен в 1938 году |
| SM Tb 92F | 30 ноября 1914 года  | 29 сентября 1915 года | 23 марта 1916 года    | передан Греции под названием «Panormos», затонул 11 марта 1928 года                                                                                                   |
| SM Tb 93F | 9 января 1915 года   | 25 ноября 1915 года   | 16 апреля 1916 года   | передан Югославии под названием T-6, захвачен Италией, потоплен 11 сентября 1943 года                                                                                 |
| SM Tb 94F | 19 января 1915 года  | 8 марта 1916 года     | 17 июня 1916 года     | передан Греции под названием «Proussa», потоплен 4 апреля 1941 года                                                                                                   |
| SM Tb 95F | 9 февраля 1915 года  | 24 июня 1916 года     | 27 сентября 1916 года | передан Греции под названием «Pergamos», потоплен 25 апреля 1941 года                                                                                                 |
| SM Tb 96F | 24 февраля 1915 года | 7 июля 1916 года      | 23 ноября 1916 года   | передан Югославии под названием T-7, захвачен Италией, захвачен Германией под наименованием TA-34, передан Хорватии под наименованием T-7, затоплен 24 июня 1944 года |
| SM Tb 97F | 5 марта 1915 года    | 20 августа 1916 года  | 22 декабря 1916 года  | передан Югославии под названием T-8, захвачен Италией, затоплен 10 сентября 1943 года                                                                                 |

## История службы

### Австро-Венгрия
Миноносцы вводили в состав флота с августа 1914 года (Tb 82F) по 22 декабря 1916 года (Tb 97F). Их использовали в боевых действиях на Адриатике, обстрелах вражеского побережья. Ни один из них не был потерян. После завершения войны миноносцы по репарациям передали флотам других стран, где они частично пришли к новой войне.

### Португалия
Португалии отошло наибольшее количество кораблей, 6: Tb 85F («Zezere»), Tb 86F («Ave»), Tb 88F («Cavado»), Tb 89F («Sado»), Tb 90F («Liz»), Tb 91F («Mondego»). «Zezere» и «Cavado» не удалось поступить на службу. 29 декабря 1921 года, при буксировке они погибли на камнях у мыса Бон между Тунисом и Алжиром. Оставшиеся 4 миноносца были списаны в течение 1934—1940 годов. «Liz» вывели из состава флота в 1934 году, «Mondego» в 1938 году, а «Sado» и «Ave», находившиеся в изношенном состоянии через два года, в 1940 году.

### Греция
Флоту Греции достались Tb 92F («Panormos»), Tb 94F («Proussa»), Tb 95F («Pergamos»). Первый погиб 11 марта 1928 года на скалах. Другие служили во Второй мировой войне — «Proussa» был поврежден итальянской авиацией 4 апреля 1941 года и затем затонул, и «Pergamos» был затоплен своим экипажем в ходе ремонта в Саламине 25 апреля 1941 года.
На греческих миноносцах вооружение изменилась. Во флоте Греции на миноносцах установили на баке 66-мм пушку и зенитную 37-мм пушку на корме и однотрубные 533-мм торпедные аппараты.

### Югославия, Италия, Германия, Хорватия
Югославии достались Tb 87F (Т-5, позже «Cer»), Tb 93F (T-6), Tb 96F (T-7), Tb 97F (T-8).
Миноносцы перевооружили 66-мм пушками L/45 Skoda и добавили ещё один пулемет. В апреле 1940 года все миноносцы захватили итальянцы и ввели в состав своего флота, сохранив прежние наименования. После капитуляции Италии Т-8 потопила 10 сентября 1943 года у Дубровника немецкая авиация, 11 сентября экипаж самозатопил Т-6, а Т-7 в Шибенико захватили немцы, и ввели в состав флота под наименованием TA-34, позже передали флоту Хорватии. Миноносец потопили британские катера 25 июня 1944 года. Т-5 перебрался на Мальту, был возвращен после войны Югославии, где под названием «Cer» прослужил до 1963 года.

### Румыния, СССР
Румыния получила три корабля: Tb 82F, Tb 83F, Tb 84F, где их назвали соответственно «Naluca», «Smeul», «Fulgerul». Последний затонул уже 8 февраля 1922 года в Босфоре в шторм во время перехода в Румынию. Два других служили во время Второй мировой войны. «Naluca» был потоплен советской авиации 22 августа 1944 года в Констанце. «Smeul» 5 сентября 1944 года в Констанце был захвачен советскими войсками и по октябрь 1945 года служил в составе ВМФ СССР в качестве патрульного корабля под названием «Торос». После возвращения Румынии 12 октября 1945 года, служил до конца 1960-х годов под названием E-1.
На румынских кораблях в начале Второй мировой войны кормовую пушку заменили зенитной 37-мм пушкой C/30 L/83, добавили скорострельную 20-мм пушку C/38 и корабли были адаптированы в качестве судов сопровождения. На них были установлены четыре бомбосбрасывателя и 2 бомбосбрасывателя. В ходе войны были сняты торпедные аппараты.